# ريتش رولاند
ريتش رولاند (بالإنجليزية: Rich Rowland) هو لاعب كرة قاعدة أمريكي، ولد في 25 فبراير 1964 في كلوفيردالي في الولايات المتحدة.

## وصلات خارجية
- ريتش رولاند على موقعبيزبول رفرنس.كوم (الدوري الرئيسي) (الإنجليزية)
- ريتش رولاند على موقعبيزبول رفرنس.كوم (الدوري الثانوي) (الإنجليزية)